# Le Chêne (film, 2022)
Pour les articles homonymes, voir Chêne (homonymie).
Pour plus de détails, voir Fiche technique et Distribution.
Le Chêne, également intitulé Le Chêne et ses habitants, est un film documentaire réalisé par Laurent Charbonnier et Michel Seydoux, sorti en 2022.

## Synopsis

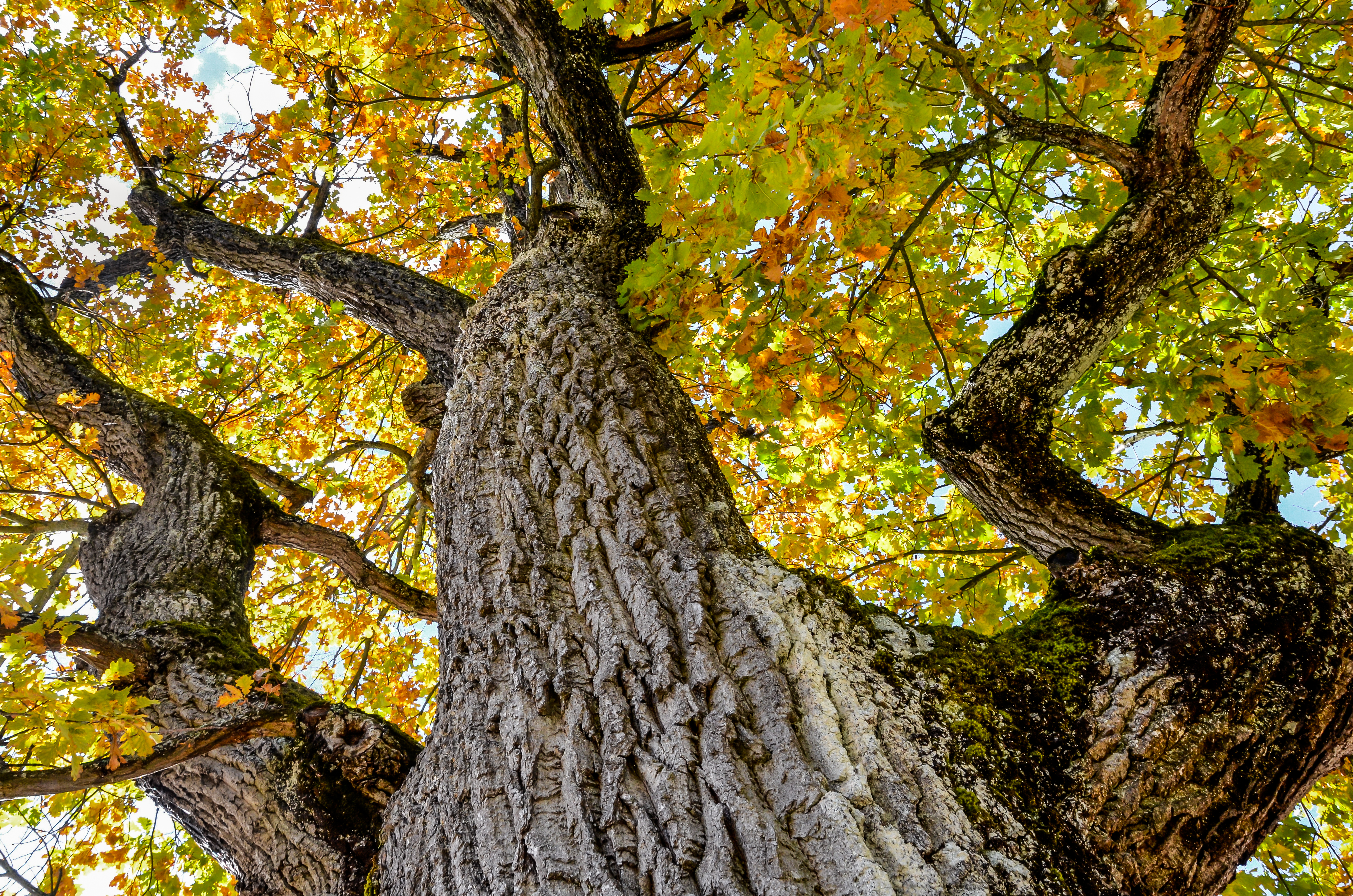
Branches d'un chêne.

Un chêne de 210 ans de 17 m de haut, situé dans la forêt de Sologne à 10 km du Château de Chambord, héberge un très grand nombre d'espèces : charançons, écureuils, geais, mulots, fourmis, etc. Cette biodiversité est explorée durant plusieurs saisons, sans commentaires ni voix off. L'arbre est présenté comme un immeuble de plusieurs étages,,.

## Fiche technique
Sauf indication contraire, les informations mentionnées dans cette section peuvent être confirmées par les bases de données cinématographiques IMDb et Allociné,  présentes dans la section « Liens externes ».
- Titre : Le Chêne
- Titre alternatif : Le Chêne et ses habitants[4],[5],[6]
- Réalisation : Laurent Charbonnier et Michel Seydoux
- Scénario : Laurent Charbonnier, Michel Seydoux et Michel Fessler
- Musique : Pablo Beltrán Ruiz, Luis Demetrio, Tim Dup[7]
- Production : Michel Seydoux
- Sociétés de production : Caméra One, Winds
- Société de distribution : Gaumont
- Pays de production :  France
- Langue originale : aucune (sans dialogue ni narration)
- Genre : film documentaire sur la nature
- Durée : 77 minutes
- Date de sortie :
  - France, Belgique et Suisse romande : 23 février 2022

## Production
Le réalisateur Laurent Charbonnier avait travaillé en 1996 sur le film Microcosmos : Le Peuple de l'herbe consacré aux insectes.
Le scénario a été fait à partir de la distribution (le chêne, les animaux vivant autour de lui), ce qui est une démarche assez inhabituelle,. Le chêne choisi pour le film se trouvant à 900 m de la maison du réalisateur, cela lui a permis de faire le tournage pendant la période du confinement.
La course poursuite entre un rapace et un passereau a nécessité 15 jours de tournage pour une séquence durant une minute et 20 secondes. Le film a nécessité 350 heures de rushes et 9 mois de montage.

## Accueil

### Accueil critique
Le Chêne est globalement bien reçu par la critique presse. Le site Allociné propose une moyenne de 3,7/5 à partir de l'interprétation de 17 critiques de presse.
« Bijou poétique » pour Ouest-France, il est « instructif et fort » pour Femme actuelle, « une ode superbe à la nature » pour Le Dauphiné libéré. Pour Sud Ouest, ce film est à « voir en famille ». Pour La Libre Belgique, le film reste « très classique, abordant de façon poétique le cycle de la vie et de la mort ». Le Monde parle toutefois d'une « image trop lisse […] et d'un rythme trop rapide ».

### Box-office
Le jour de sa sortie en France, le film d'aventure familial se place en 5e position des nouveautés au box-office français avec 10 484 entrées, dont 4 570 en avant-première, pour 216 copies. Le film est précédé du blockbuster sino-américain Blacklight (10 762) et suivi par la comédie dramatique Ils sont vivants (6 033). Au bout d'une semaine d'exploitation en France, le film réalise 53 196 entrées cumulées. Le film atteint le top 10 du box-office français lors de sa 3e semaine d'exploitation, en se hissant à la 8e place du classement avec 58 021 entrées, soit 160 508 entrées cumulées. Lors de cette 3e semaine, le film familial est précédé par la comédie française Super-héros malgré lui et suivi par le drame français Un autre monde (57 038),.
Le film finit son exploitation avec 413 758 entrées au bout de vingt-quatre semaines d'exploitation en salles.

## Distinctions

### Nominations
- César 2023 : Meilleur film documentaire